# Acacia cognata
Acacia cognata — вид квіткових рослин з родини бобових. Ареал: Австралія (пд.-сх. Новий Південний Уельс, сх. Вікторія).

## Екологія
Росте на гранітних ґрунтах як частина сухих склерофілових лісових угруповань.

## Біоморфологічна характеристика
Зазвичай цей кущ або дерево досягає висоти від 0.6 до 10 метрів. Має гладку, сіру або сіро-коричневу кору на стовбурі та більших гілках. Гілочки мають низькі поздовжні виступи від зеленого до коричневого кольору, які чергуються з липкими смолистими смугами. Зелені лінійні або вузькоеліптичні філодії злегка вигнуті і мають довжину від 4 до 10 см і ширину від 1 до 3.5 мм. Рідковолосисті або голі філодії мають війчасті краї з трьома основними поздовжніми жилками. Блідо-жовті кулясті квіткові головки мають діаметр від 3 до 6 мм і містять від 10 до 25 квіток і з'являються поодиноко або парами в пазухах листків між липнем і жовтнем. Плоди прямі, плоскі, злегка підняті над насінням, від 3 до 10 см завдовжки й від 2 до 4 мм ушир.